# Inupiaq
Inupiaq ist eine Gruppe von Dialekten der Inuit-Sprachen, die im nördlichen und nordwestlichen Alaska gesprochen werden. Daneben bezeichnet Inupiaq (Plural Inupiat) auch jene Gruppen der Eskimos, die diese Sprache sprechen (siehe Iñupiat). Der Dialekt wird nochmals weiter unterteilt in die beiden Hauptgruppen Seward Inupiaq (Nordwest-Alaska) und Nordalaska Inupiaq (Nordalaska und äußerster Nordwesten Kanadas).